# 이치가오역
이치가오역(일본어: 市が尾駅, いちがおえき)은 일본 가나가와현 요코하마시 아오바구에 있는 도쿄 급행 전철의 역이다. 역 번호는 DT18이다.
아오바 구청과 가장 가까운 역이다.

## 역사
- 1966년 4월 1일: 영업 개시.
- 1979년 6월: 교상역사화 됨과 동시에 자유 통로가 마련됨.
- 2015년 4월 1일: 동쪽 출입구 역 빌딩 계획에 의한 동쪽 출입구 개수. 또, 역 직결형 상업 빌딩 "에토모 이치가오" 오픈.

## 역 구조
상대식 승강장 2면 2선의 지상역사이고 교상역사를 갖는다. 본 역은 언덕 비탈을 깎아 건설한 관계로, 서쪽은 노면과의 단차가 적어지고 있다. 에다 역 방향의 역 상부는 인공 노반으로 덮여 있고, 그
위에 버스 터미널이 있다.
화장실은 개찰 내 대합실에 1개 있고, 다기능 화장실도 병설되어 있다. 또, 동쪽 출입구에도 자치 단체 관리 화장실이 있다, 휠체어 사용이 가능하다.
역 구내에서는 인명 사고 대책 때문에 스피커에서 BGM이 흐르고 있다.

### 승강장
| 번호 | 노선        | 방향 | 행선                                                                |
| ---- | ----------- | ---- | ------------------------------------------------------------------- |
| 1    | 덴엔토시 선 | 하행 | 나가쓰타・주오린칸 방면                                             |
| 2    | 덴엔토시 선 | 상행 | 후타코타마가와・시부야・ 한조몬 선 오시아게・ 도부 선 가스카베 방면 |

## 역 주변
- 요코하마 시 아오바 구 종합 청사
  - 아오바 구청
  - 요코하마 시 아오바 보건 복지 센터
- 요코하마 시 아오바 스포츠 센터
- 요코하마 시 아오바 공회당
- 요코하마 시 아오바 소방서
- 아오바 우체국
- 이치가오 역전 우체국
- 요코하마 시 이치가오 우체국
- 가나가와 현 아오바 경찰서
- 요코하마 지방 법무국 아오바 출장소
- 미도리 현세 사무소
- 미도리 세무서
- 도메이 고속도로 요코하마 아오바 나들목
- 도쿄 전력 에다 변전소
- 도큐 이치가오 변전소
- 이나리마에 고분군
- 세이유
- 세이조 이시이 이치가오점
- 요코하마 은행 이치가오점
- 미즈호 은행 이치가오점
- 학교 법인 도인 학원
- 가나가와 현립 가와와 고등학교
- 가나가와 현립 이치가오 고등학교

## 사진

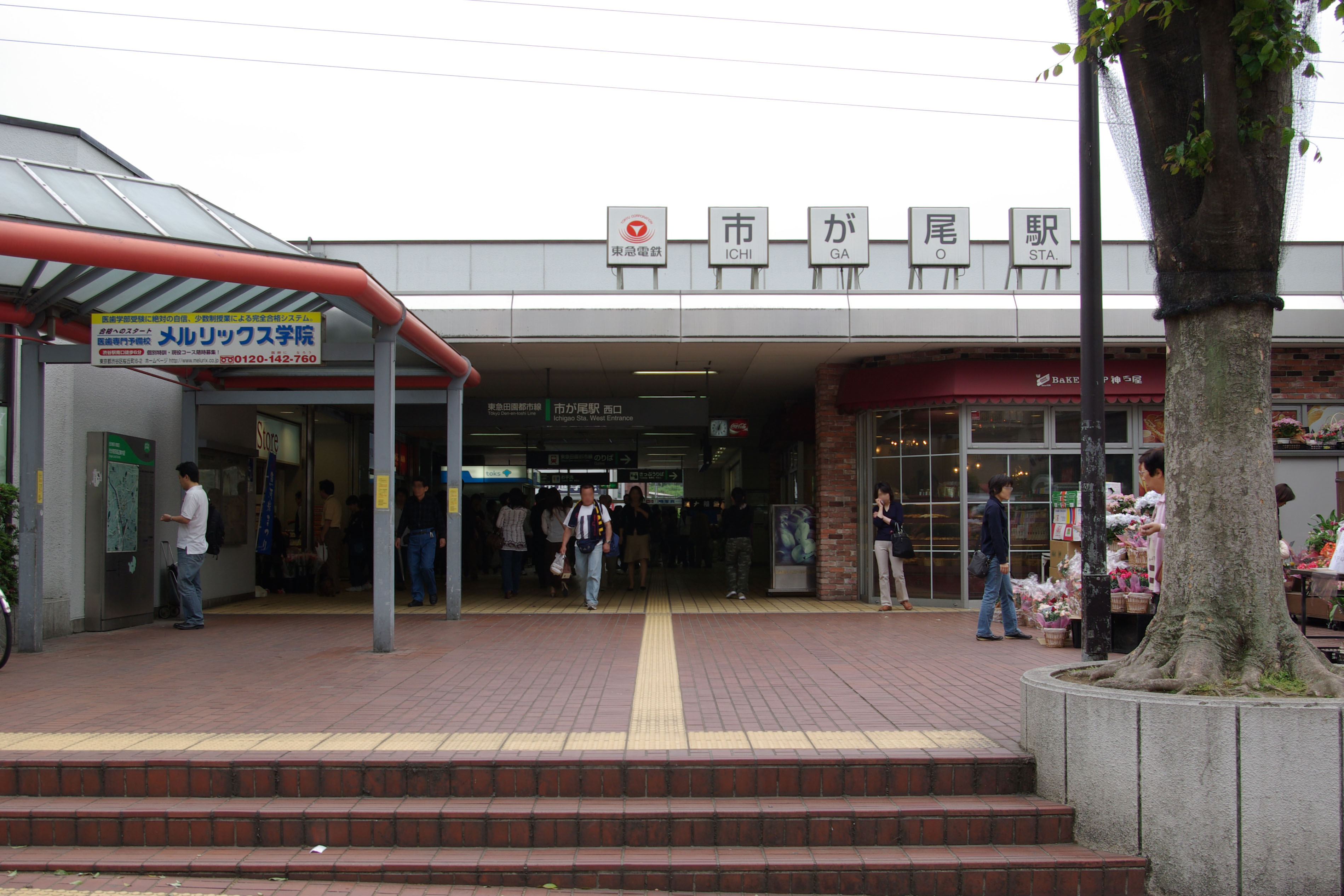
서쪽 출입구
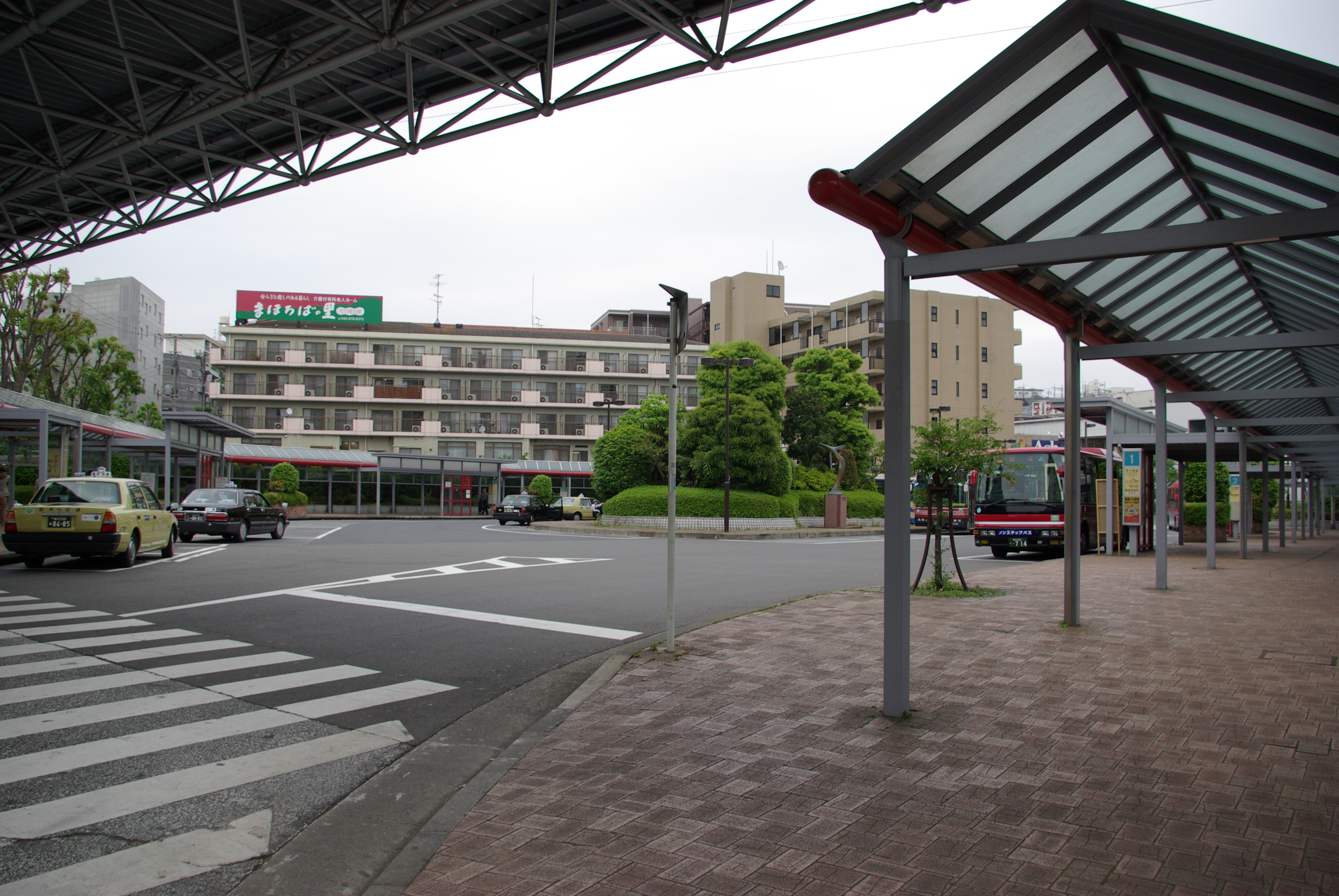
버스 터미널

## 인접역
| 도쿄 급행 전철 덴엔토시 선 | 도쿄 급행 전철 덴엔토시 선 | 도쿄 급행 전철 덴엔토시 선    |
| -------------------------- | -------------------------- | ----------------------------- |
| DT17 에다 시부야 방면      | ■ 각역정차                 | 후지가오카 DT19 주오린칸 방면 |